# 京極東宝
京極東宝（きょうごくとうほう）は、かつて京都府京都市中京区新京極四条に所在していた東宝系の映画館である。

## 歴史
- 前身は1911年創業の「三友倶楽部」。1915年火事により焼失するが、1916年西陣京極にあった寿座を移築し、「三友劇場」として再開場（1945年閉館）。
- 1954年12月19日：洋画ロードショー劇場として「京極東宝劇場」オープン。
- 1973年7月：ビル全面改築を行い再オープン（当時の座席数は418席）。
- 1996年7月：「京極東宝2」「京極東宝3」を新設。
- 2005年9月：近隣のシネマコンプレックス（隣接するMOVIX京都と二条駅前のTOHOシネマズ二条）に客足を奪われ、さらに建物も老朽化が著しいため、閉館を発表。
- 2006年1月28日・29日：「街（かわらまち）の灯よ、ありがとう」と題したラストショーを京都宝塚劇場、京都スカラ座と共に開催し閉館。最後の上映作品は『帰らざる河』であった。また、高知市にあった同じ東宝系の映画館「高知東宝1・2・3」も同じ日に閉館している。
- 2008年12月11日：京極東宝跡地にビジネスホテル「スーパーホテル京都・四条河原町」がオープンした。

## 各館の特徴
※地下1階に1が、4階に2と3がビル内にあった。座席数はすべて閉館時のものである。
- 京極東宝1
定員308人。常に洋画と、ヒット予想の高い邦画を上映。終盤期には、主に日比谷スカラ座系の作品を上映していた。
- 京極東宝2
定員139人。主に日比谷映画→有楽座系の作品を上映。
- 京極東宝3
定員100人。主にみゆき座系の作品を上映。

※各館とも最末期はサラウンドEXとDTSに対応していた。

## 補足
- 当劇場内の事務所内にあった神棚には、狸の六兵衛明神が祀られていたが、当劇場閉館後は錦天満宮に移されている[1]。